# 1999년 대한민국의 영화
다음은 1999년에 대한민국의 영화에 관한 서술한다.

## 흥행 주요 기록
흥행 당시에 외화 1위는 〈미이라〉가 관객수 전국 111만명을 세웠고, 방화 1위는 〈쉬리〉가 한국 영화 사상 최초로 관객수 전국 620만명, 서울 250만명 대기록을 넘었다. 앞서 2위 〈주유소 습격사건〉(256만명), 3위 〈텔 미 썸딩〉(123만명), 4위 〈해피 엔드〉(73만명), 5위 〈인정사정 볼 것 없다〉(66만명), 6위 〈자귀모〉(36만여명), 7위 〈유령〉 (34만여명), 8위 〈링〉(33만명), 9위 〈태양은 없다〉(32만명), 10위 〈용가리〉(31만여명) 등은 흥행이 차지하였다.

## 이벤트 및 수상
- 제35회 백상예술대상
- 제3회 부천국제판타스틱영화제
- 제4회 부산국제영화제
- 제36회 대종상 영화제
- 제19회 한국영화평론가협회상
- 제20회 청룡영화상
- 제22회 황금촬영상
- 제7회 춘사예술영화상
- 송년호 발행 : 씨네21 영화상

## 같이 보기
- 1999년 영화
- 대한민국의 영화